# Jesús María Alkain
Jesús María Alkain Martikorena (San Sebastián, 27 de enero de 1922 - id., 1 de julio de 2001) fue un economista y político español. Militante del Partido Nacionalista Vasco, fue el primer alcalde de la democracia de la ciudad de San Sebastián, ocupando el cargo durante la primera legislatura (1979-1983).
Al celebrarse las primeras elecciones democráticas en 1979, Alkain era gerente de Pakea, una mutua de accidentes de trabajo y presidente del Gipuzko Buru Batzar, el máximo órgano territorial del PNV en Guipúzcoa. Encabezó las listas del Partido Nacionalista Vasco a la alcaldía de San Sebastián. Su candidatura fue la más votada, obteniendo nueve concejales. Sin embargo, en la votación para elegir alcalde, se produjo un empate a nueve votos con el candidato de Herri Batasuna, que había obtenido también nueve votos (sus seis concejales más los tres de Euskadiko Ezkerra). De acuerdo con la legislación, en caso de empate, se elegiría al candidato de la lista más votada, por lo que Alkain tomó posesión el 20 de abril de 1979.